# オーヴェルの教会
『オーヴェルの教会』（オランダ語: De kerk van Auvers、フランス語: L'église d'Auvers-sur-Oise）は、オランダのポスト印象派の画家フィンセント・ファン・ゴッホにより、1890年に描かれた油彩画。
高さ74センチ、幅94センチ。パリにあるオルセー美術館が所蔵する。

## 来歴
ゴッホは1890年5月16日、サン＝レミ＝ド＝プロヴァンスの精神病院を出た後、南フランスを去り北へと旅に出た。彼はパリにいた弟テオを訪れてから、オーヴェル＝シュル＝オワーズへと移動して、医師ポール・ガシェの患者となった。彼はここで人生最後の10週間を過ごし、その短い期間に『オーヴェルの教会』を含む作品100点以上を制作した。
本作は『7月14日の町役場』や藁ぶき屋根の小屋を描いた他のいくつかの作品同様、ゴッホが幼少期から青年期を過ごした北の風土を思い起こさせる。北に対するノスタルジーは、すでにサン＝レミ＝ド＝プロヴァンス滞在の最終週には表面化していた。出発2週間前に書いた手紙には「私は病気だったが、それでも油絵をいくつか描いた。後で見てほしい、北の記憶を頼りに描いた。」と記している。
ゴッホは妹ウィルヘルミナに宛てた手紙の中で、ニューネンで描いた同様の作品について、次のように触れている。
| 「 | 村の教会の、より大きな絵を私は持っている。建物はスミレ色に染まり、空のシンプルな深い青の色、純粋なコバルト色によく映えている。窓のステンドグラスは群青色のシミのように見え、屋根は紫色で一部がオレンジ色をしている。前景には、緑色の植物少々が花開き、砂は、ピンク色の日光を浴びている。私がニューネンで、古い塔と墓地を描いた習作とほぼ同じ内容で、ただほんの少し色彩豊かで金がかかっているというだけである。 | 」 |

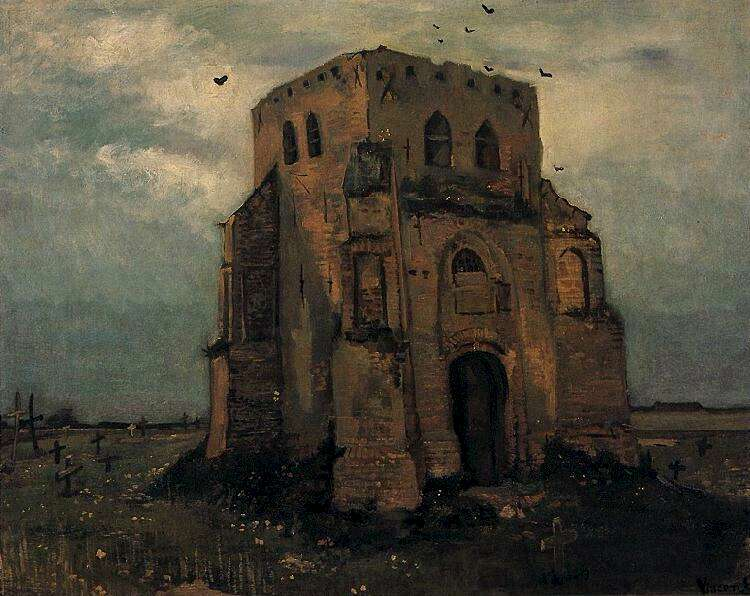
『ニューネンの古い教会の塔』（1885年、ゴッホ美術館蔵）

シンプルな深い青はまた、オーヴェル＝シュル＝オワーズで短期間に描かれた『アデリーヌ・ラボー』でも使われている。
本作の前景は太陽に明るく照らされているが、教会は自身の影の中にたたずみ、「光を反射することも放射することもなかった」。ゴッホはその意思に反してボリナージュの伝道師委員会から解雇され、1880年7月、弟のテオにキュエム村から手紙を書いた。その中でシェイクスピアの『ヘンリー四世 第1部』から、暗くうつろな教会の内部のイメージを引き合いに出して、「空っぽで偏見に満ちた説教」の象徴として「彼らの神は、シェイクスピアに出てきた、酔っぱらったフォルスタッフの神、教会の内部に似ている」と述べている。
別れ道のモチーフは『カラスのいる麦畑』にも現れている。

## 大衆文化において
2010年に放送されたイギリスのSFドラマ『ドクター・フー』第5シリーズ「ゴッホとドクター」では、『オーヴェルの教会』に地球外生命体クラフェイスが描かれていることが判明し、主人公ドクターたちがゴッホを助けに向かう。絵を再現した教会も劇中に登場した。